# Saint-Bruno-de-Montarville
Pour les articles homonymes, voir Saint-Bruno et Montarville.
Saint-Bruno-de-Montarville est une ville du Québec située sur le flanc ouest du mont Saint-Bruno, une des collines montérégiennes, en Montérégie. Elle fait partie de l'agglomération de Longueuil. Sa devise est « Fiers de nos traditions ».
La montagne de Saint-Bruno, où se trouve une station de ski et de planche à neige et des kilomètres de sentiers de marche et de ski de fond sillonnant le Parc national du Mont-Saint-Bruno demeure un lieu populaire auprès de la population de la région de Montréal. On y découvre également le Vieux-Moulin, un moulin à farine construit en 1761 à l'époque de la seigneurie de Montarville. À la limite sud-ouest de la ville, à l'intersection de l'autoroute 30 et de la route 116, se trouve le centre commercial Les Promenades Saint-Bruno.
Saint-Bruno-de-Montarville est l'une des très rares villes au Québec à n'avoir aucun feu de circulation à l'intérieur de son noyau principal (entre le boulevard De Montarville, l'autoroute 30, la route 116 et la montagne). C'est une ville-dortoir où il n'y a que des panneaux d'arrêt.
Il ne se trouve que deux quadrilatères de commerces au centre de la ville ; les autres commerces sont situés en périphérie.

## Toponymie

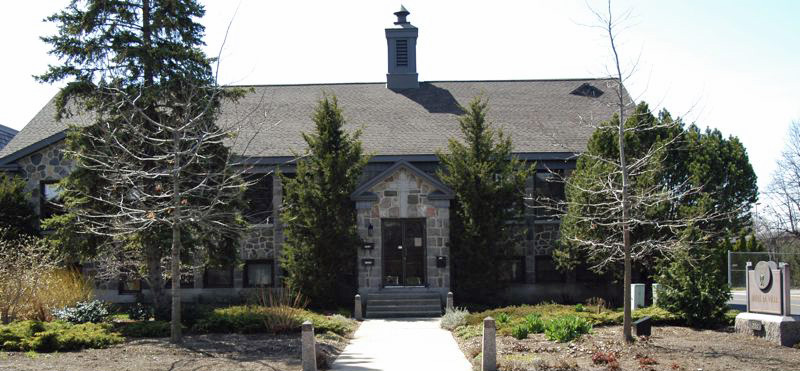
L'hôtel de ville de Saint-Bruno-de-Montarville.

La Commission de toponymie du Québec signale que la deuxième partie du nom de la ville s'agirait d'un mot-valise constitué à partir de « montagne » et de « Boucherville », le nom du premier seigneur de la région, Pierre Boucher de Boucherville. Cette hypothèse s'appuie sur le fait que les descendants de Boucherville se sont appelés Montarville, Niverville, etc.
Le premier élément Boucher- dans Boucherville, est issu du patronyme  Boucher, en l'occurrence celui de Pierre Boucher, père de Pierre Boucher de Boucherville, auquel a été ajouté l'appellatif ville dans son sens moderne. En 1661, Monsieur de Lauzon lui concède le fief des Îles percées. Lorsqu'il est officialisé par Jean Talon en 1672, le domaine seigneurial devient Boucherville, du nom de son seigneur .
Par ailleurs, le patronage de saint Bruno pourrait s'expliquer par le fait que la seigneurie de Montarville fut vendue à François-Pierre Bruneau.
Le nom Montarville est cependant homonyme de celui d'un village d'Eure-et-Loir en France: Montharville, dont l'étymologie du premier élément Monthar- est mal établie. Montharville est transcrit sous la forme latinisée Mons Harvilla au XIIe siècle. Apparemment, il s'agit de l'appellatif toponymique Mont « colline, mont », associé à un toponyme en -ville (au sens ancien de « domaine rural »), dont le premier élément Har- représente les noms de personnes germaniques Haric ou Ardo / Herdo. On rencontre aussi cet anthroponyme dans Harville (Hairici villa IXe siècle). D'où le sens global de « mont de la ferme de Haric ou de Herdo / Ardo ». De même, Niverville est un lieu-dit d'Ozoir-le-Breuil en Eure-et-Loir également, situé à 31 km de Montharville. Le premier élément Niver- est aussi un nom de personne germanique, comme c'est généralement le cas pour les formations en -ville.
Il s'agit donc vraisemblablement d'un cas de transfert de toponymes européens, comme c'est souvent le cas en Amérique.

## Histoire

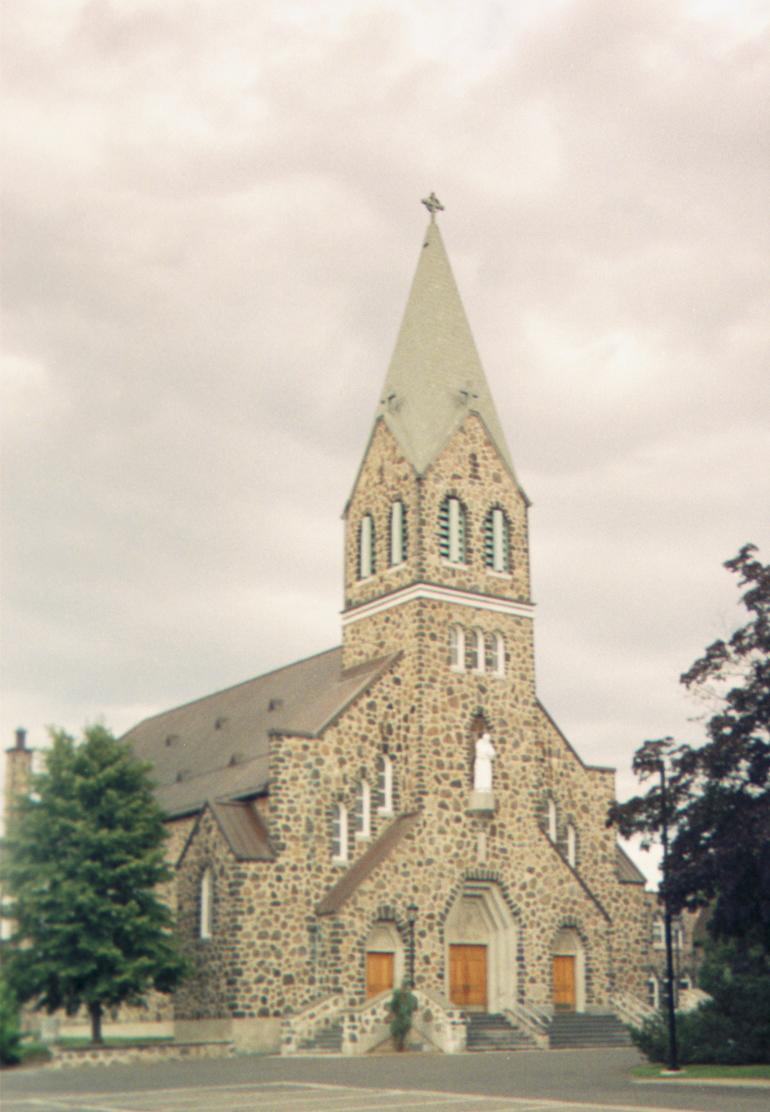
Église catholique.

### La seigneurie de Montarville
La seigneurie de Montarville est concédée à Pierre Boucher de Boucherville en 1710 par le gouverneur de la Nouvelle-France, Philippe de Rigaud. Associé au développement et la transformation des matières premières, Pierre Boucher instaure de nombreuses infrastructures ; meunerie, scierie, « moulin à carder et une manufacture de tissu». On peut également noter que ces nouvelles infrastructures puisent leur énergie à la force hydraulique. En 1723, il n'est noté encore aucun défrichement, malgré la culture et l'élevage sur le mont Saint-Bruno, notamment la production de pommes de terre.
La seigneurie est demeurée sous l'égide de la famille Boucher jusqu'en 1829 alors que René Boucher de la Bruère vend la moitié de ses terres et ses droits de seigneur à François-Pierre Bruneau de Montréal. Olivier-Théophile Bruneau, frère de François-Pierre Bruneau (décédé en 1851), fut le dernier seigneur de Montarville. Il mourut en 1866.
En plus de sa vocation agricole primaire, la seigneurie de Montarville a eu une vocation industrielle importante grâce à l'énergie hydraulique produite par les cours d'eau qui s'écoulent du mont Saint-Bruno. Au XIXe siècle, le territoire montarvillois comptait une demi-douzaine de moulins à eau permettant de moudre le grain, scier le bois, tanner le cuir, carder et tisser la laine.

### Le mouvement des Patriotes à Saint-Bruno

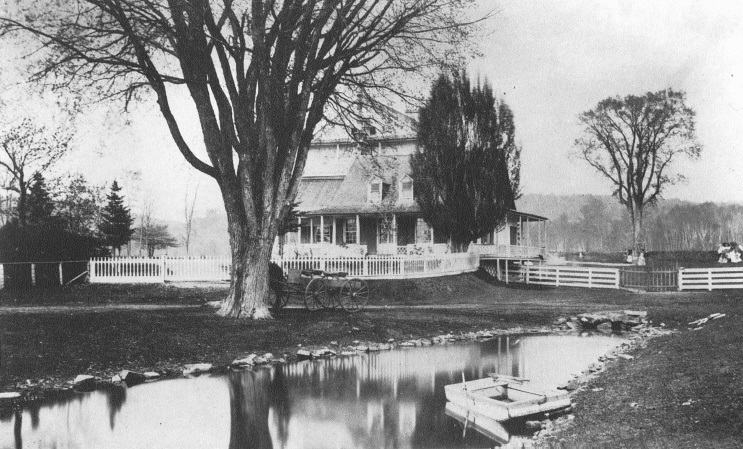
Manoir de Montarville vers 1890.

Lors du soulèvement de 1838, de nombreux habitants de Chambly font partie des Frères chasseurs et certains seront aux côtés du général Charles-Christophe Malhiot qui vont s’emparer du manoir de Montarville. Le camp patriote du mont Saint-Bruno résistera jusqu’au 14 novembre.

### La paroisse, le village et la ville

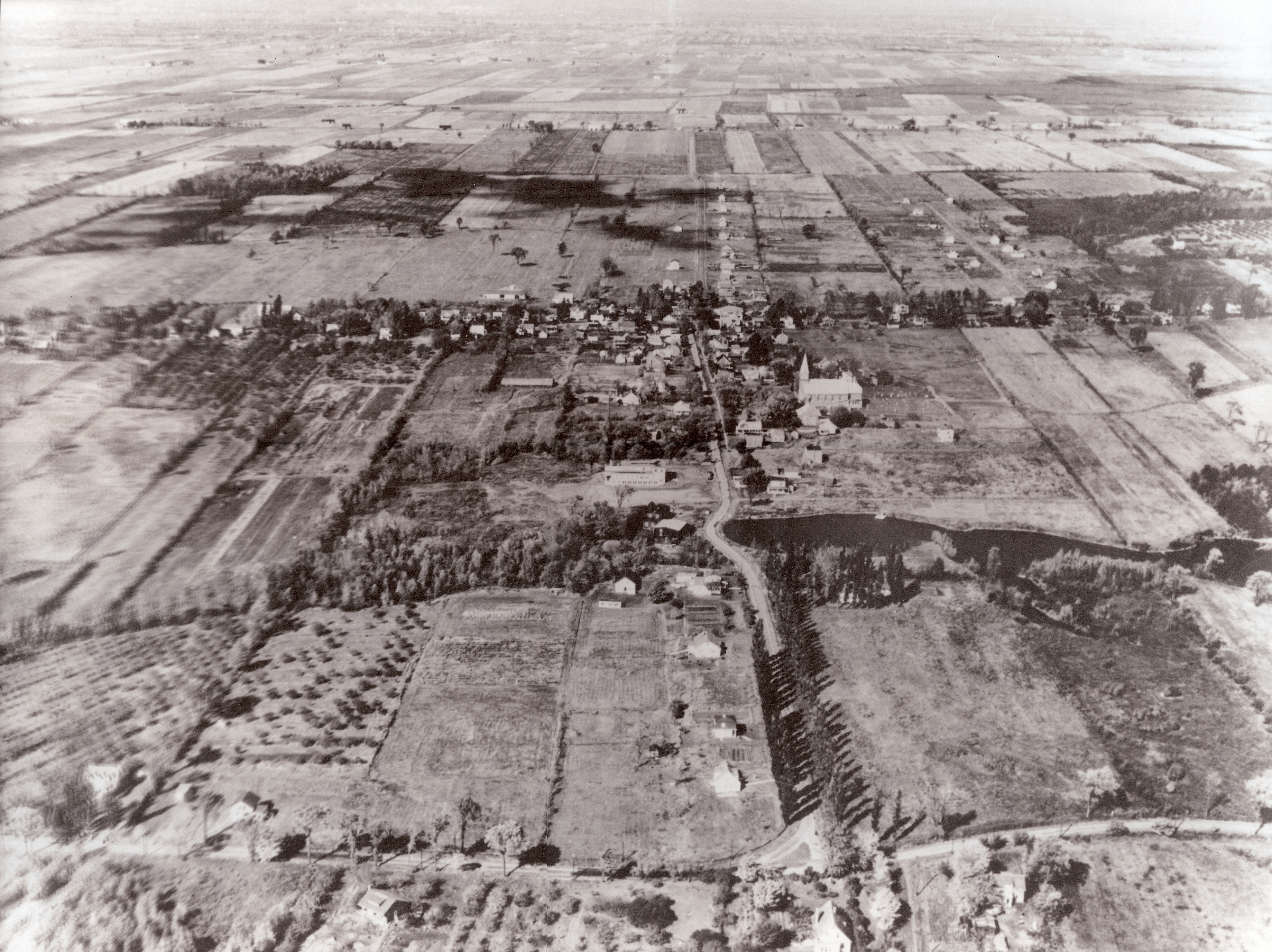
Vue aérienne de la ville en 1952.

Érigée canoniquement en 1842, la paroisse de Saint-Bruno obtient une reconnaissance civile en 1846 sous le nom de Saint-Bruno-de-Montarville.
À la fin du XIXe siècle, de riches familles anglaises de Montréal s'installent à Saint-Bruno à cause de la présence d'une montagne, de lacs et de forêts dans ce village et de la proximité du village par rapport à Montréal. Saint-Bruno-de-Montarville devient un site de villégiature.
Le village croît rapidement à partir du milieu du XXe siècle : la démocratisation de l'automobile permet aux travailleurs d'installer leurs familles à Saint-Bruno et de travailler à Montréal.
Le village devient ville en 1958.

### La fusion et la défusion

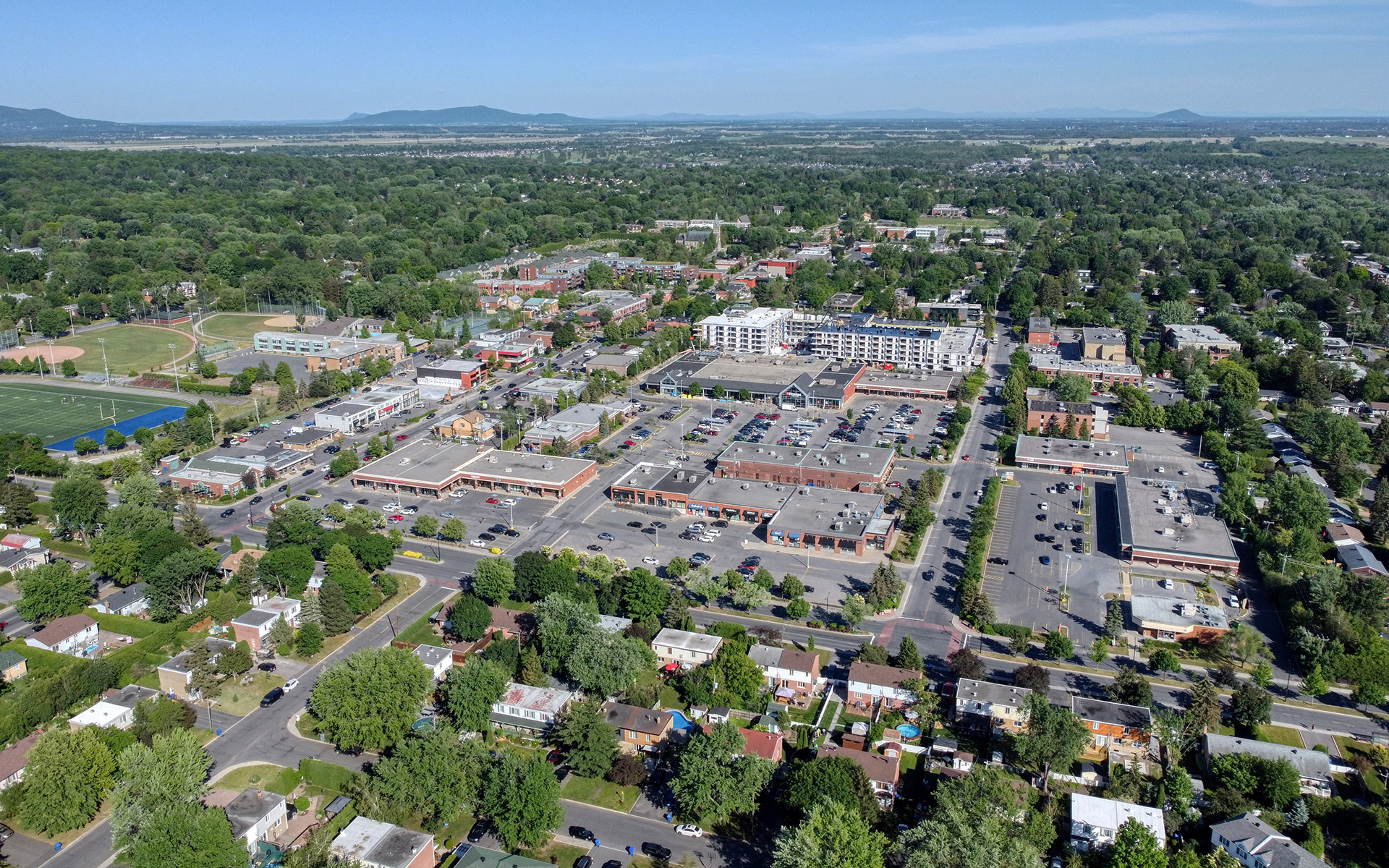
Le centre-ville en 2021.

En 2000, le gouvernement annonce une série de mesures législatives en vue de réorganiser et de fusionner plusieurs municipalités québécoises. À la suite de l'adoption de la loi 170, Saint-Bruno-de-Montarville est fusionnée, ainsi que plusieurs municipalités de la Rive-Sud de Montréal, à la ville de Longueuil. Après un référendum, la ville est reconstituée le 1er janvier 2006, mais demeure au sein de l'agglomération de Longueuil. Seule ville de la deuxième couronne de Montréal et de la Vallée-du-Richelieu à avoir été fusionnée, Saint-Bruno revendique sa sortie de l'agglomération. S'appuyant sur une étude du Centre sur la productivité et la prospérité de HEC Montréal, les maires de Saint-Bruno, Saint-Lambert et Brossard soutiennent qu'ils doivent payer le double pour des services offerts dans des villes comparables et menacent de quitter l'agglomération de Longueuil si celle-ci n'est pas réformée. Les maires demandent la création d’une entité distincte indépendante ayant sa propre direction générale et des fonctionnaires dédiés, sur le modèle des MRC, des quotes-parts calculées de la façon suivante: 50 % selon la richesse foncière et 50 % selon la population, et que chaque maire ait un vote. De plus, ils demandent que le nom de l’agglomération soit changé.
Le 5 octobre 2016, les trois maires se présentent à l'Assemblée nationale pour sensibiliser le ministre des Affaires municipales Martin Coiteux à leur situation. Quelques semaines plus tard, ils lancent une campagne médiatique pour appuyer leurs demandes, avec le slogan On paie trop pour Longueuil.

### Héraldique
| Fiers de nos traditions |
| ----------------------- |

| L'écu de Saint-Bruno-de-Montarville se blasonne ainsi : Tiercé en pal, au un et deux parti, en chef d'azur au gland d'argent, en pointe de gueules en plain ; au trois d'argent aux deux chevrons de contre-hermine. |

## Démographie
| 1851  | 1861  | 1871  | 1881 | 1891 | 1901 | 1911 |
| ----- | ----- | ----- | ---- | ---- | ---- | ---- |
| 1 164 | 1 719 | 1 406 | 894  | 721  | 872  | 855  |

| 1921 | 1931  | 1941  | 1951  | 1961  | 1971   | 1981   |
| ---- | ----- | ----- | ----- | ----- | ------ | ------ |
| 927  | 1 024 | 1 262 | 1 816 | 6 760 | 15 780 | 22 880 |

| 1991   | 1996   | 2001   | 2006   | 2011   | 2016   | 2021   |
| ------ | ------ | ------ | ------ | ------ | ------ | ------ |
| 23 849 | 23 714 | 23 843 | 24 388 | 26 107 | 26 394 | 26 273 |

## Administration

### Conseil municipal
Le conseil municipal de la ville de Saint-Bruno-de-Montarville siège à l'Hôtel de ville de Saint-Bruno-de-Montarville, au 1585, rue Montarville, à Saint-Bruno-de-Montarville. Les élections municipales se font en bloc, aux quatre ans, et suivant un découpage de huit districts.
Les séances du conseil municipal se tiennent habituellement le troisième mardi du mois.
|            | 2009-2013                     | 2013-2017           | 2017-2021         | 2021-2025            |
| Maire      | Claude Benjamin               | Martin Murray       | Martin Murray     | Ludovic Grisé-Farand |
| District 1 | Thérèse Hudon                 | Thérèse Hudon       | Louise Dion       | Louise Dion          |
| District 2 | Michael O'Dowd                | Michael O'Dowd      | Vincent Fortier   | Vincent Fortier      |
| District 3 | Joël Boucher                  | Isabelle Bérubé     | Caroline Cossette | Mathieu Marcil       |
| District 4 | Madeleine Constantineau-Juhos | Martin Guèvremont   | Martin Guèvremont | Nancy Cormier        |
| District 5 | Denis Arpin                   | André Besner        | Isabelle Bérubé   | Louis Mercier        |
| District 6 | Michel Lamarre                | Marilou Alarie      | Marilou Alarie    | Hélène Ringuet       |
| District 7 | Serge Beaudoin                | Jacques Bédard      | Jacques Bédard    | Jérémie Dion-Bernard |
| District 8 | Michèle Archambault           | Michèle Archambault | Joël Boucher      | Marc-André Paquette  |

### Historique des maires
| Saint-Bruno-de-Montarville Maires depuis 2001                                                                        |                      |         |          |
| Élection | Maire                | Qualité | Résultat |
| 2005 | Claude Benjamin      |         | Voir     |
| 2009 | Claude Benjamin      | Voir    |          |
| 2013 | Martin Murray        |         | Voir     |
| 2017 | Martin Murray        | Voir    |          |
| 2021 | Ludovic Grisé Farand |         | Voir     |
| Élection partielle en italique Depuis 2005, les élections sont simultanées dans toutes les municipalités québécoises |                      |         |          |

## Éducation
Au niveau éducatif, les établissements scolaires publics sont administrés par le Centre de services scolaire des Patriotes (anciennement la Commission scolaire des Patriotes). En outre, un établissement privé se trouve également à Saint-Bruno-de-Montarville. La ville compte 6 écoles primaires et 3 écoles secondaires.

## Loisirs et culture

### Bibliothèque municipale
La bibliothèque de Saint-Bruno-de-Montarville est située au 82, boulevard Seigneurial,.

#### Historique
Construite en 1983, la bibliothèque ne connaît pas de rénovations majeures jusqu'à ce que le chef de la division bibliothèque, Alain Larouche, approuve sa rénovation et son réaménagement, officiellement annoncés en janvier 2014 par le ministre de la Culture et des Communications, Maka Kotto. Larouche était en accord avec cette nouvelle et souligne que : « Pour la bibliothèque et ses employés, ça représente une entrée de plain-pied dans le 21e siècle dans le but d’obtenir une bibliothèque plus vivante, plus conviviale, plus accueillante, plus ouverte sur le 2.0. ».
En effet, l’accord de principe de 1 088 710 $ est investi dans la rénovation de la bibliothèque pour but de rendre la bibliothèque plus fonctionnelle et convenable aux besoins des citoyens.

#### Description
La bibliothèque est située au cœur de la municipalité et à proximité du centre-ville. Le Répertoire des municipalités du Québec, nous informe que la ville de Saint-Bruno-de-Montarville dessert aujourd’hui une population d’environ 27 140 habitants. Selon les dernières statistiques enregistrées en 2018 par Statbib, La bibliothèque a un total de 6 179 usagers inscrits – dont 4 697 adultes et 1 450 enfants.

### Initiatives

#### Jeu libre dans ma rue
À Saint-Bruno-de-Montarville, depuis 2020, à la suite d'un projet pilote, l’idée « Jeu libre dans ma rue » est née dans le but de faire décrocher les gens de leurs écrans et de faire davantage d’activité physique.

Réglementation de la hauteur des bâtiments
Les élus de la ville de Saint-Bruno-de-Montarville, tout comme ceux de la ville de Saint-Lambert, ont décidé de changer le règlement de zonage afin de limiter la hauteur des nouveaux bâtiments du centre-ville à deux étages seulement. Cette mesure entrera en vigueur dès mai 2022. 

## Mentions et honneurs
Saint-Bruno-de-Montarville fut nommée en 2017 et 2018 Meilleure ville canadienne pour la qualité de vie familiale par le prestigieux magazine MoneySense.
Saint-Bruno-de-Montarville fut nommée 4e Meilleure ville canadienne pour sa qualité de vie (1ère au Québec) par le même magazine en 2018
Saint-Bruno-de-Montarville fut la 1ère ville au Québec à obtenir la cote maximale de 5 Fleurons au programme Les Fleurons du Québec en 2012. Les critères d’évaluation touchent notamment la propreté, l’entretien, la variété des éléments horticoles et l’état visuel du paysage urbain. Cette reconnaissance ultime consacre les efforts acharnés de plusieurs générations de Montarvillois pour faire de Saint-Bruno la plus belle ville au Québec.

## Lieux et monuments

### La montagne et la Villa Grand-Coteau

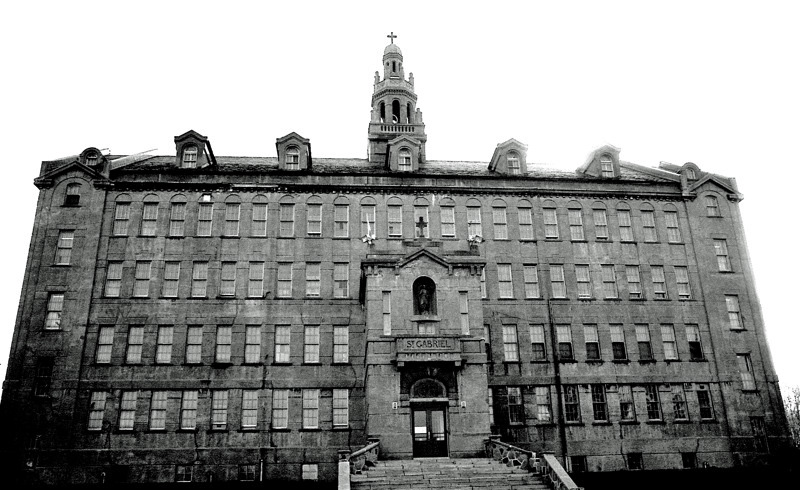
Ancien juvénat et collège des Frères de Saint-Gabriel en 1985.

Acquise des Jésuites au début du siècle, la montagne de Saint-Bruno a été la propriété des Frères de Saint-Gabriel de 1911 à 1975. La Villa Grand-Coteau fut une très importante exploitation agricole de Saint-Bruno-de-Montarville. Les Frères y ont cultivé 4 500 pommiers (85,7 tonnes métriques de pommes par année), puis acquis une compétence en conserverie, en confiserie et en apiculture (200 ruches); ils entaillaient 5 500 érables produisant quelque 3 600 litres de sirop.
En 1925, les Frères de Saint-Gabriel décident d'ériger un juvénat sur leur vaste domaine de la montagne. On y donne, pendant 30 ans, la formation religieuse et académique des futurs frères. L'institution change sa vocation dans les années 1960 pour devenir un collège de niveau secondaire destiné à des étudiants pensionnaires et externes, et ce, jusqu'en 1972,.
En 1975, la montagne et l'exploitation agricole de la Villa Grand-Coteau des Frères de Saint-Gabriel sont vendues à l'État provincial, qui en fait un parc de conservation. L'imposant édifice du collège a malheureusement été démoli en 1990. Des tarifs ont été imposés aux citoyens en 2002 pour accéder à la montagne, maintenant gérée par la Société des établissements de plein air du Québec (SÉPAQ).

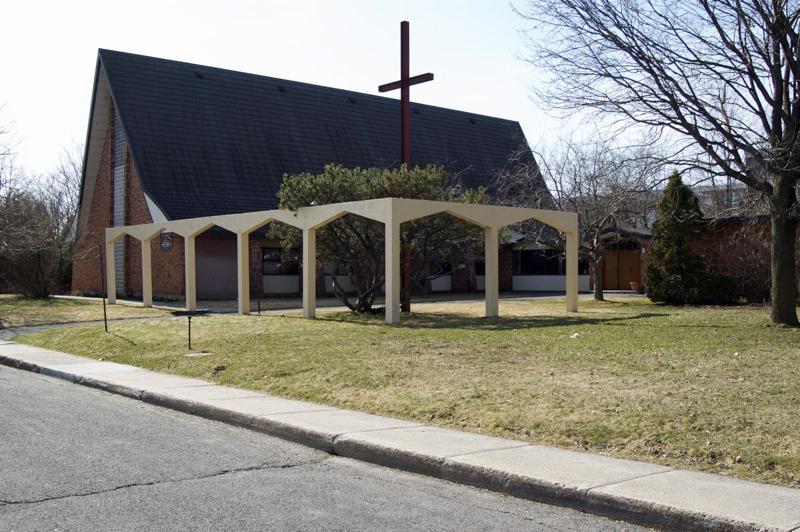
L'église Unie Mount Bruno.

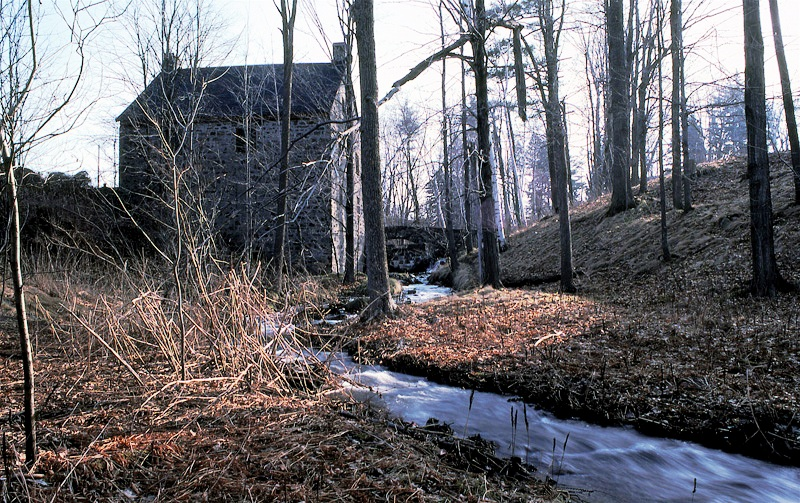
Le Vieux Moulin à eau du mont Saint-Bruno.

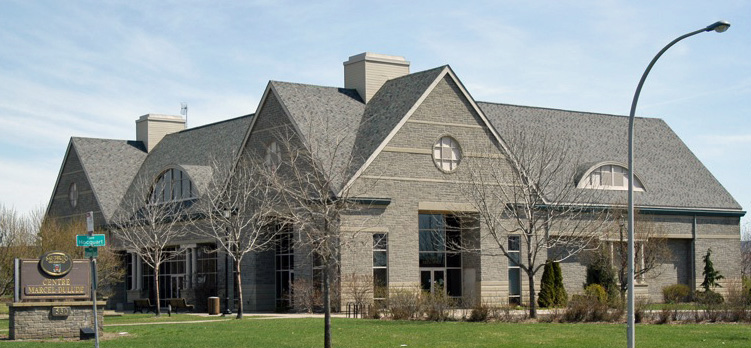
Centre Marcel-Dulude.

### La Place du village
La Place du village, avec sa fontaine, son aménagement paysager et ses pittoresques restaurants, est un lieu de détente et de rencontre en plein cœur de la municipalité. En été, certaines activités intéressantes sont organisées près de la fontaine.

### Le Vieux Presbytère

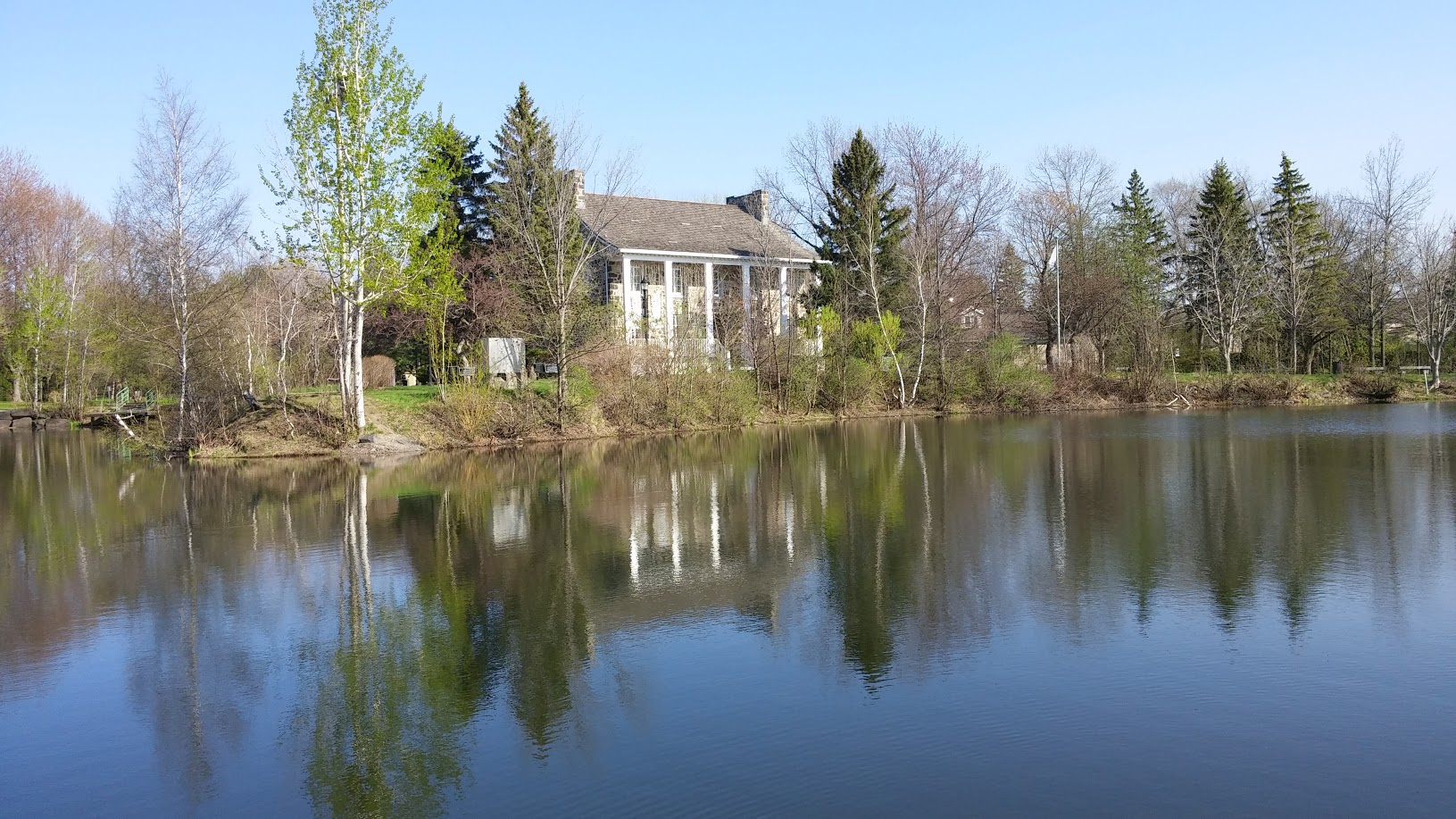
Le vieux presbytère de Saint-Bruno au Parc du lac du village.

Le Vieux Presbytère de Saint-Bruno-de-Montarville, aujourd'hui érigé sur la rive du Lac du Village, est un monument historique et une source de fierté pour les habitants de la municipalité. Il est également une attraction touristique importante. L'édifice fut construit vers 1851 à proximité de l'église catholique sur un terrain donné par le seigneur de Montarville en 1842.
En 1960, on décide de doter l'église d'un nouveau presbytère, plus moderne et moins dispendieux à entretenir que le vieil immeuble du XIXe siècle. Celui-ci était donc menacé de démolition. Toutefois, le maire de l'époque, Gérard Filion, et le curé de la Paroisse de Saint-Bruno-de-Montarville, Mgr Gilles Gervais, interviennent rapidement et entreprennent une campagne populaire pour sauvegarder, restaurer et conserver ce magnifique immeuble. Classé monument historique national en 1966, l'édifice fut alors démoli pierre par pierre et reconstruit sur un site du parc du Lac du Village. Complètement restauré, le Vieux Presbytère a été officiellement inauguré le 18 février 1967. L'édifice de deux étages offre aux citoyens des salles de réunions, et il constitue un lieu privilégié pour l'exposition des œuvres d'artistes locaux ou la tenue de cérémonies officielles.
Unique en raison de sa taille imposante, sa construction est d’influence néo-classique, un style d’architecture typique aux bâtiments de la première moitié du XIXe siècle.

### La gare historique du Canadien National

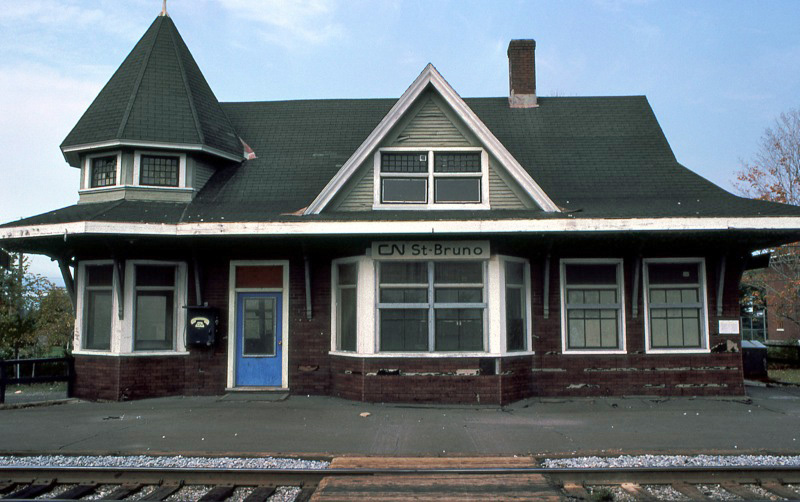
La vieille gare du CN à Saint-Bruno avant sa relocalisation et restauration.

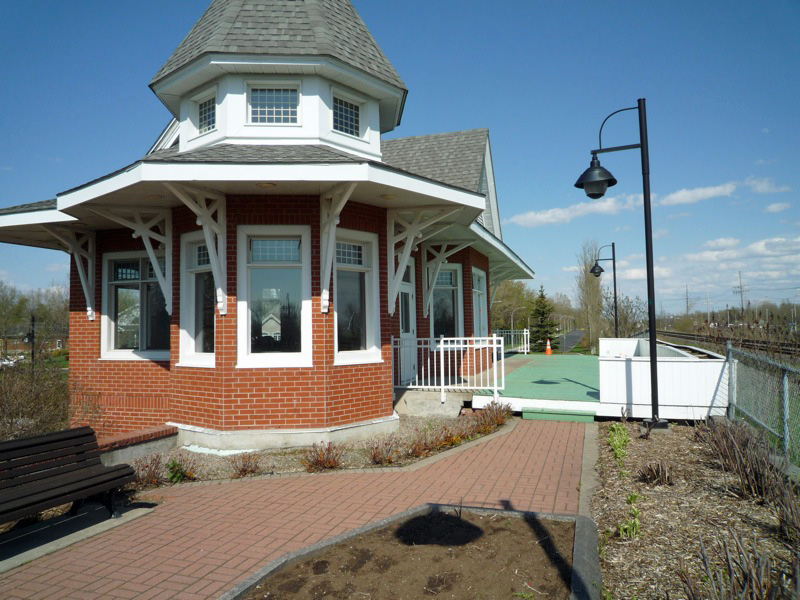
Gare restaurée.

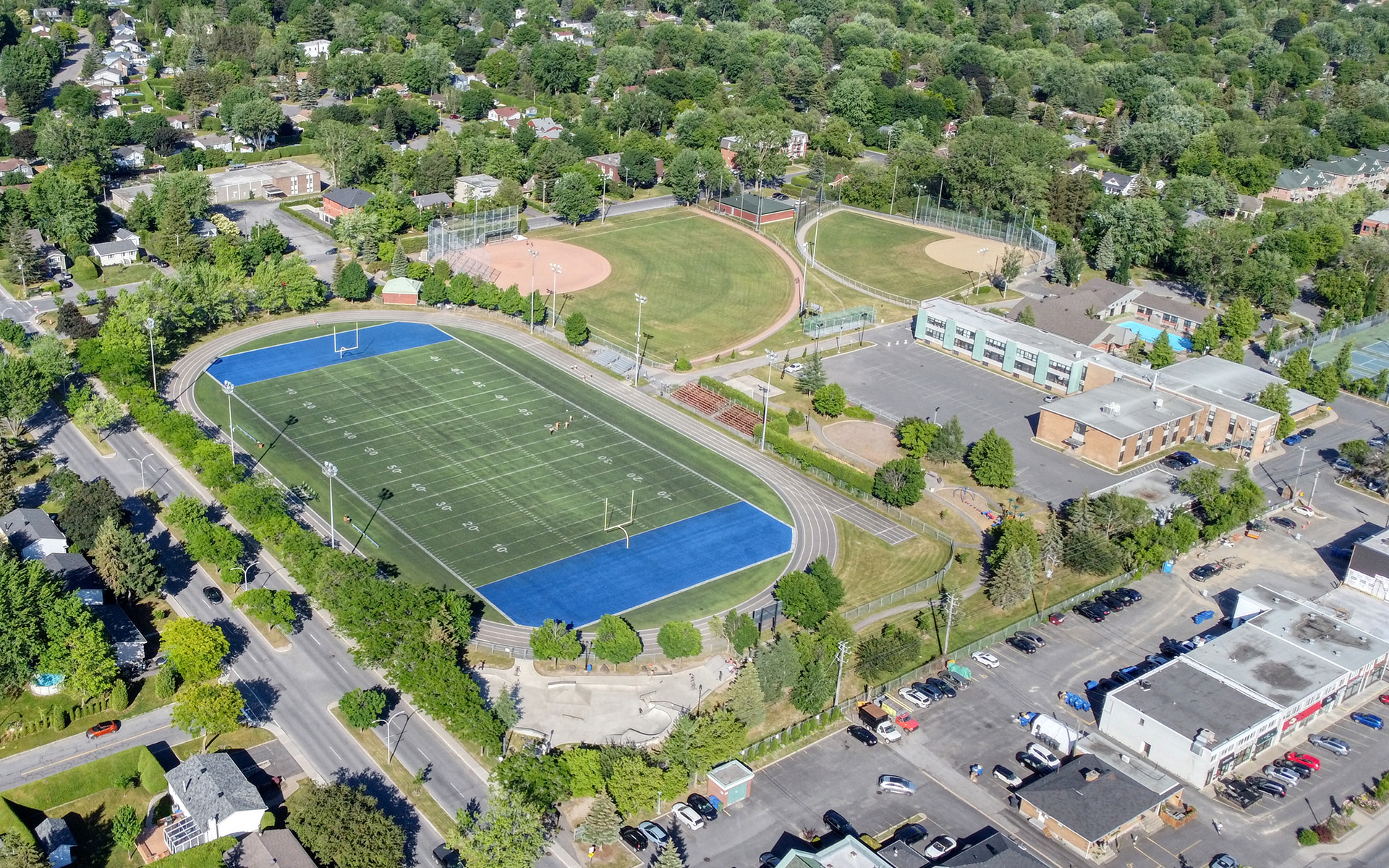
Parc Rabastalière.

La première gare, érigée en 1848 par la St. Lawrence & Atlantic Railroad et inaugurée en 1849, était située à l'angle de la « montée du dépôt » (devenue rue des Cèdres) et de l'actuelle route 116.
En 1853, la compagnie St. Lawrence & Atlantic Railroad devient la propriété de la Grand Trunk Railway.
Les trains devaient franchir une pente accentuée. Les opérateurs gardaient une locomotive sous haute pression à cet endroit. Le 10 mai 1902, une étincelle s'en échappe, met feu à un hangar, puis à la gare.
Le 23 juin 1902, la Grand Trunk Railway commence la construction de la deuxième gare, finalisée en 1904, à l'intersection du Chemin de la Rabastalière et du boulevard Sir-Wilfrid-Laurier (route 116).
En 1910, lors des travaux de doublage de la voie ferrée, un passage à travers la colline est creusé : ce pont en acier, appelé le Pont noir, permettait aux citoyens d'accéder à la route 116 et, au-delà, à l'autre partie du territoire de la ville. L'accident de terrain qui a causé l'incendie de la première gare est éliminé.
Un horaire publié par la compagnie en 1919 indique huit arrêts par jour à Saint-Bruno, dans les deux directions, en semaine.
La Grand Trunk Railway devient la propriété de la compagnie Canadien National (CN), en 1923.
En 1988, le CN cesse définitivement le service de train de banlieue à Saint-Bruno-de-Montarville. Les autorités municipales décident alors d'acquérir le vieil immeuble pour en préserver la mémoire historique. On procède donc à sa restauration complète, mais sur un site différent, à quelques centaines de mètres de l'emplacement d'origine. L'immeuble restauré sert aujourd'hui à la tenue de réunions d'organisations communautaires ou d'événements spéciaux et il s'intègre à une piste cyclable et à un parc.
Tombé en décrépitude et jugé non sécuritaire par la municipalité et le CN, la société ferroviaire convient de démolir le Pont noir en avril 2008 et de construire, au même endroit, et en consultation avec les autorités locales, une passerelle en acier pour piétons et cyclistes, mise en service à la fin de 2008. La traversée de la route 116 se fait grâce à un tunnel creusé sous cette voie de circulation majeure.
Bien qu'elle soit intégrée au vaste réseau ferroviaire canadien, la voie ferrée double qui traverse Saint-Bruno-de-Montarville assure le transport de marchandises entre Montréal, la Gaspésie et les provinces de l'Atlantique,,.

### Église Ste-Augustine of Canterbury

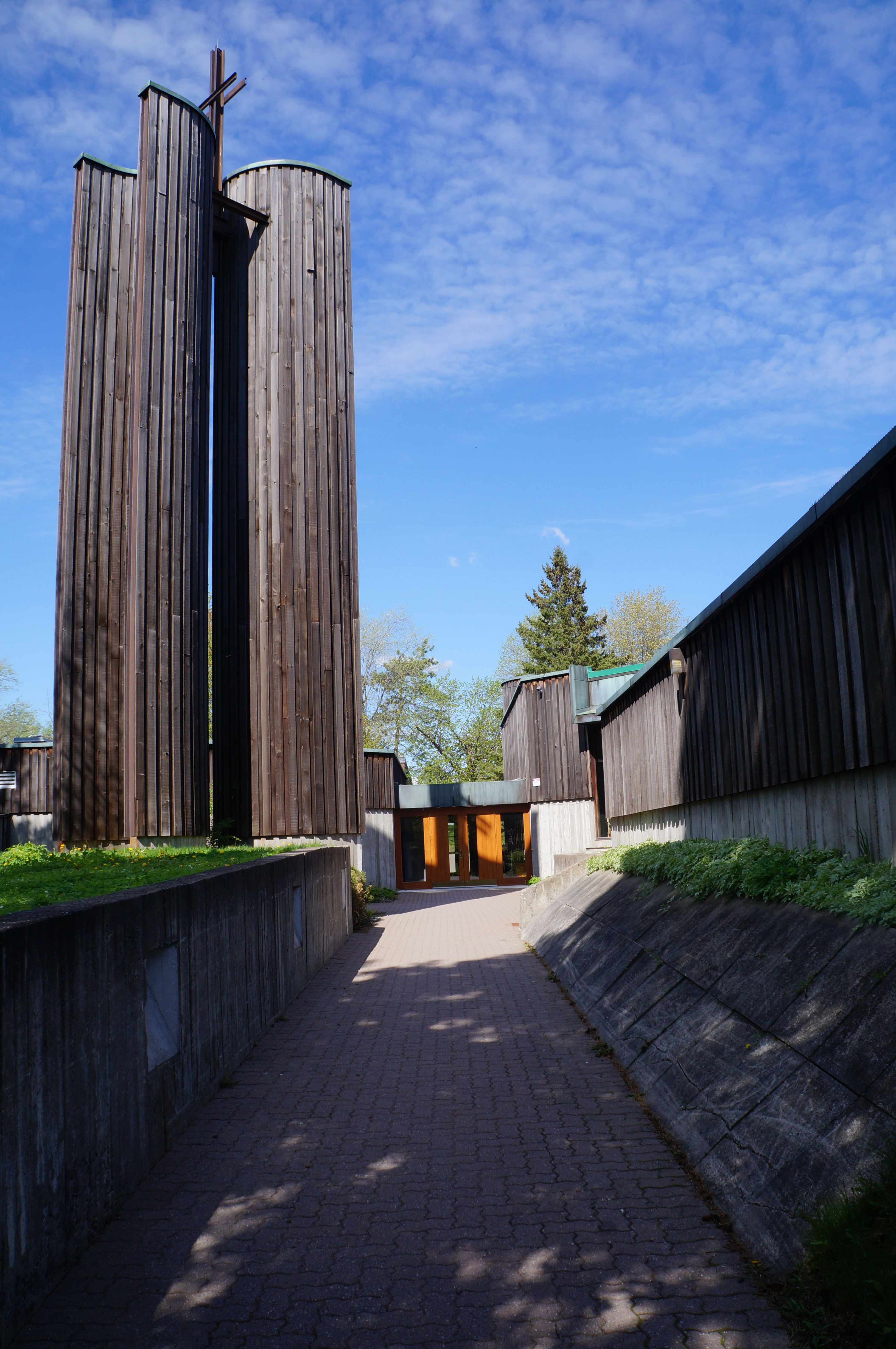

Cette église constitue un des éléments bâtis des plus uniques de cette ville. Érigée en 1967, elle est l’un des très beaux lieux de culte contemporain du Québec. La construction de l’église a été complété en 1967 selon les plans de l’architecte canado-polonais Victor Prus (Grand Théâtre de Québec).

De conception sobre, l’église s’harmonise avec le vœu de pauvreté de la communauté franciscaine qui en ont la charge. Replié sur elle-même, cette église, se fond presque complètement à son environnement. L’utilisation du cèdre comme revêtement extérieur, l'absence d'un espace de stationnement dédié et la présence d'une cour intérieure (non visible de la rue) participent pour beaucoup à cette harmonieuse intégration. 

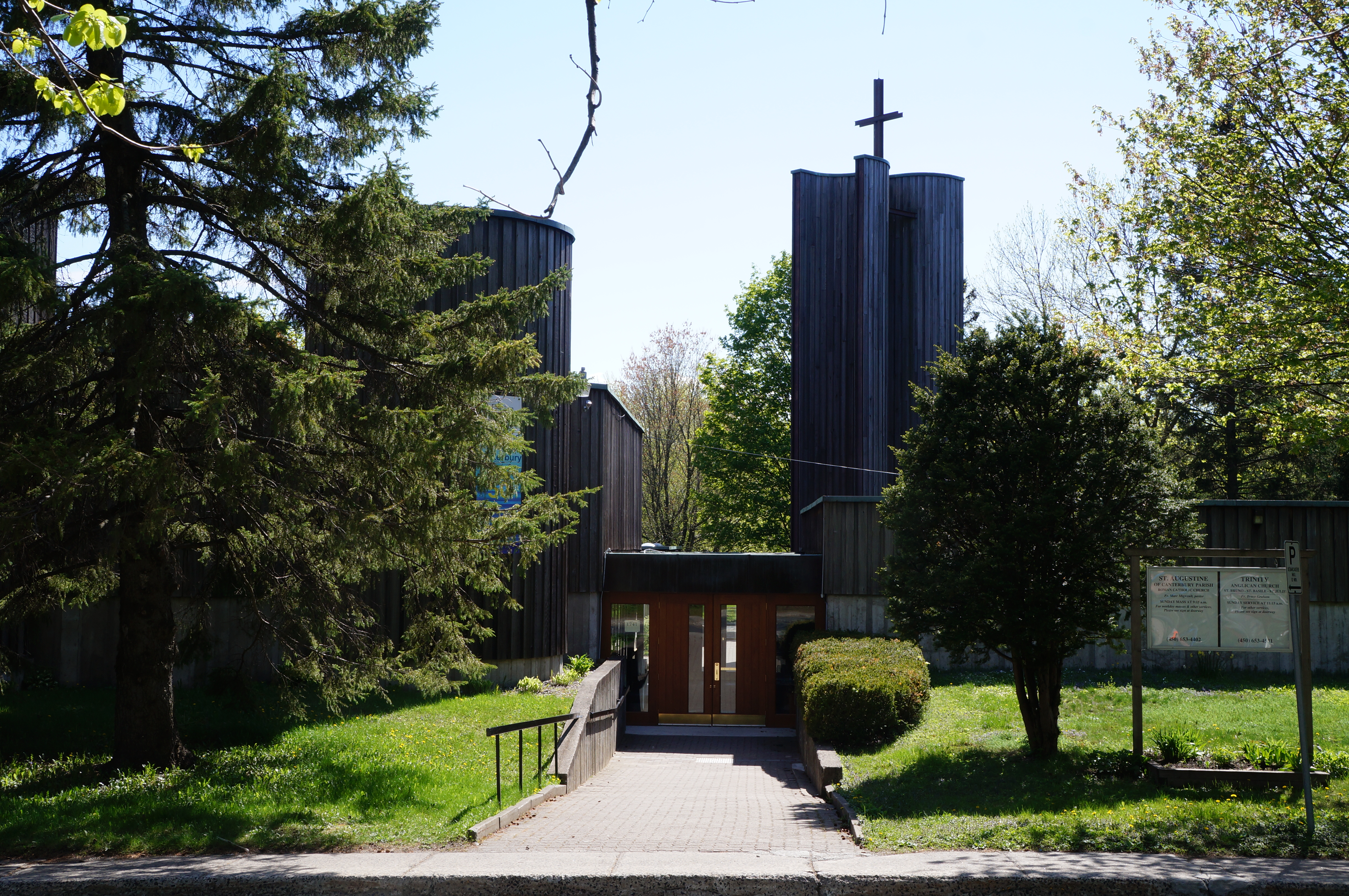

À l’intérieur de cette église se trouvent de nombreuses et magnifiques œuvres d’art, dont les autels et le baptistère réalisés par le sculpteur Jordi Bonet ainsi que le tabernacle, œuvre de la céramiste Pierrette Leclaire d'après les dessins de Louis Belzile.

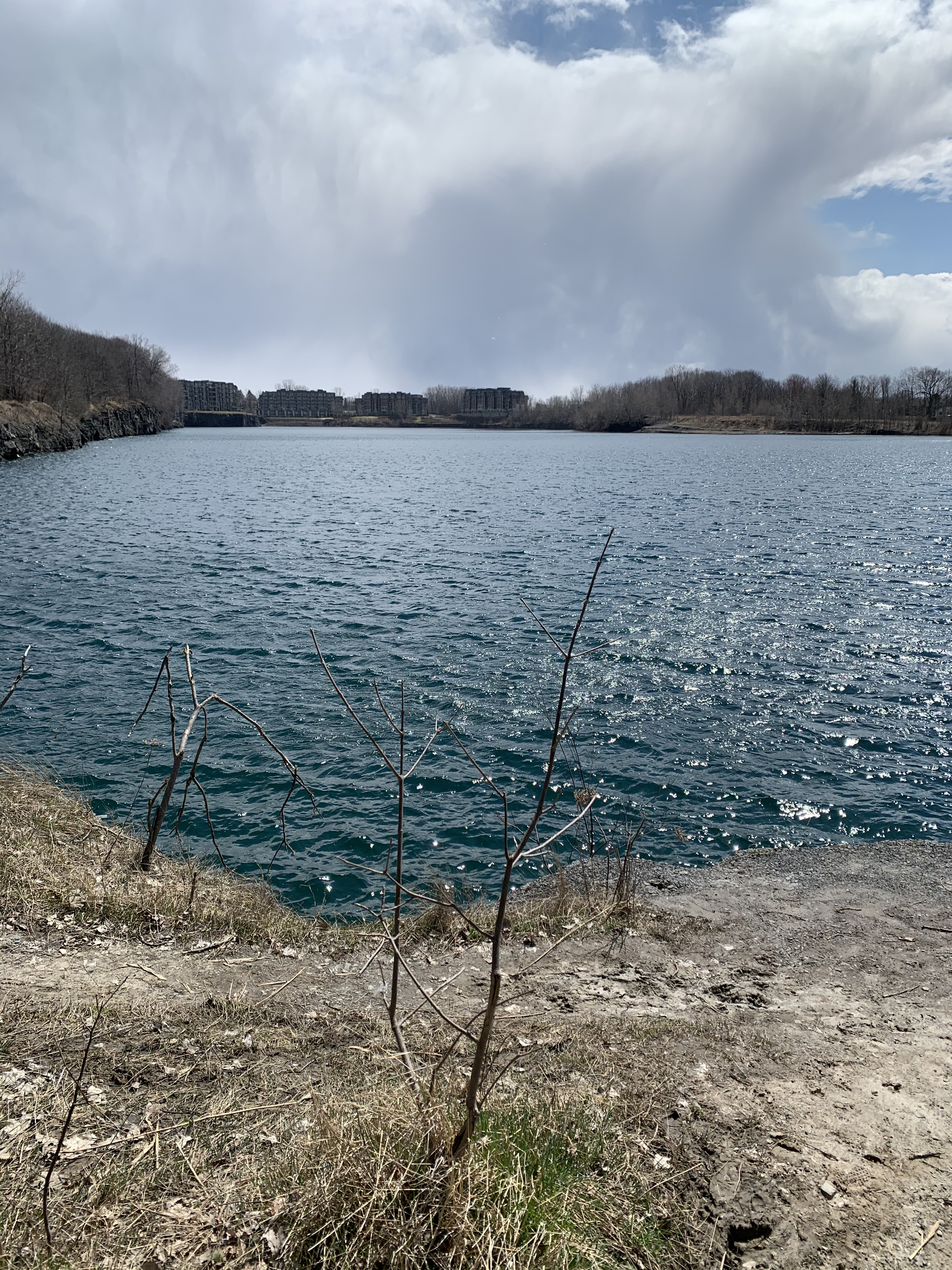
Carrière de Saint-Bruno, 2020.

### Économie
Quelques industries ayant pignon sur rue à Saint-Bruno-de-Montarville.
- Bombardier Transport
- AV&R
- Exceldor
- Cascades
- Stelpro
- Olymel
- Trans Herbe
- Boiron Canada
- Étiquettes CCL
- Systèmes BMH

### Personnalités publiques
- Serge Savard, ex-directeur général du Canadiens de Montréal et ancien joueur de hockey
- Guy Laliberté,  homme d'affaires québécois, fondateur du Cirque du Soleil
- Henry Birks, homme d'affaires canadien, orfèvre et bijoutier
- Georges Brossard, entomologiste et fondateur de l'Insectarium de Montréal
- Anne-Marie Sicotte, écrivaine
- François Pérusse, humoriste
- Claudine Mercier, humoriste
- Jérémy Demay, humoriste franco-québécois
- Mathieu Cyr, humoriste et comédien
- Jacques Duval, journaliste et chroniqueur automobile
- Bertrand St-Arnaud, avocat et homme politique québécois
- Line Beauchamp, femme politique québécoise
- Mario Dumont, animateur de télévision et ancien homme politique québécois
- Anick Dumontet, animatrice de télévision
- Marie-Claude Barrette, animatrice de télévision
- Patrice Bélanger, animateur de télévision
- Jean-François Baril, animateur de télévision
- Lulu Hughes, chanteuse
- Mara Tremblay, chanteuse
- Michel Hannequart, verbicruciste
- Kim Rusk, animatrice de télévision et radio
- Gerald Vincent Bull, ingénieur[39]
- Rita Baga, drag queen[40]